# Den Reiersenske Fond
Den Reiersenske Fond (også Det Reiersenske Fond) er en dansk fond oprettet ved testamente af Niels Lunde Reiersen og etableret i 1796. I dag er den delt i to forskellige fonde, som administreres separat, og som skal ansøges separat.
Oprindeligt tjente fonden til "Manufakturvæsenets og Industriens Udvidelse og Forøgelse" både ad teoretisk og praktisk vej i København og de sjællandske købstæder. Beholdningen i Reiersens bo, der overgik til fondet, var ca. 499.000 rigsdaler.

## Det Reiersenske Fond
Det Reiersenske Fond giver tilskud og legater til kunsthåndværkere, møbelsnedkere mm. til bl.a. studier i udlandet. Det bestyres af Ole Holm, Fagerstedvej 8, 2650 Hvidovre.

## Den Reiersenske Fonds Gave
Den Reiersenske Fonds Gave gav tilskud til sløjd- og håndarbejdslærere i København og sjællandske købstæder. Denne fond bestyredes af Danmarks Håndarbejdslærerforening.
Hensigten med fonden var at styrke den faglige, pædagogiske udvikling hos håndarbejds- og sløjdlærere ved at yde til skud til kurser, videreuddannelser eller studierejser eller igangsættelse af nye projekter til fremme af disse fagområder. Fonden kunne søges af håndarbejds- og sløjdlærere i København og i sjællandske købsteder, der har tilknytning til undervisning i grundskolen. 
Den Reiersenske Fonds Gave er opløst. Fondens resterende midler er efter ansøgning blevet uddelt til Danmarks Håndarbejdslærerforening og Danmarks Sløjdlærerforening til udvikling af det nye fag i Folkeskolen: Håndværk og design.